# Aleksandr Karapetjan
Aleksandr Karapetjan (armenisch Ալեքսանդր Կարապետյան; * 23. Dezember 1987 in Tiflis) ist ein armenischer Fußballspieler.

## Karriere

### Verein
Karapetjan spielte in der Jugendzeit für den TuS Lindenholzhausen, den SV Wiesbaden, PSV Grün-Weiß Wiesbaden und den SV Gonsenheim. Nach insgesamt drei Spielzeiten in den Reservemannschaften des SV Wehen Taunusstein und SV Wehen Wiesbaden wechselte Karapetjan im Sommer 2009 zum FC Oberneuland in die Bremen-Liga. Nur eine Saison später ging es weiter in die Regionalliga Südwest zur SV 07 Elversberg, wo aufgrund von Verletzungsproblemen kaum zum Zug kam und sich im Sommer 2012 arbeitslos melden musste. Über Stefan Abadschiew kam er in Kontakt mit dem FC 08 Homburg, bei dem er unter Trainer Christian Titz als regelmäßiger Torschütze reüssierte. Im Januar 2013 schloss er sich dem luxemburgischen Verein F91 Düdelingen an und wurde zwischenzeitlich an den CS Grevenmacher verliehen. Im Winter 2016 wechselte er zum Victoria Rosport, nachdem er ein halbes Jahr vereinslos war und in dieser Zeit versuchte, im deutschen Profifußball Fuß zu fassen. Zur Saison 2017/18 wechselte er weiter zum Ligarivalen Progres Niederkorn, wo er in seinen ersten beiden Pflichtspielen in der 1. Qualifikationsrunde zur UEFA Europa League mit seiner neuen Mannschaft den schottischen Rekordmeister Glasgow Rangers (0:1, 2:0) eliminierte. In 23 Saisonspielen schoss er 28 Tore für den Vizemeister Luxemburgs. Für den F91 Düdelingen und Progres Niederkorn bestritt er insgesamt 13 Spiele (0 Tore) in der Champions-League-Qualifikation und in der Qualifikation zur Europa League.
Im Juli 2019 wurde dann der Wechsel des Torjägers zum russischen Erstligisten FK Sotschi verkündet. Doch schon ein Jahr später schloss er sich dem Ligarivalen FK Tambow an. Wiederum nur acht Monate später gab der armenische Meister FC Ararat-Armenia die Verpflichtung Karapetjans bekannt. Zur Saison 2021/22 ging er dann weiter zum FC Noah Jerewan, der als Vizemeister an der UEFA Europa Conference League teilnahm. Dort gab er sein Pflichtspieldebüt in der 1. Qualifikationsrunde gegen Kuopion PS. Doch schon zum 1. Januar 2022 wurde sein Vertrag wieder aufgelöst und der Sturm wechselte kurze Zeit später weiter zum Ligarivalen FC Alaschkert Martuni. Aber auch dort blieb er nur sieben Monate und schloss sich im September 2022 FC Pjunik Jerewan an. Doch nach insgesamt 12 Pflichtspielen wurde sein Vertrag am Saisonende nicht verlängert und Karapetjan war seit dem 1. Januar 2023 vereinslos. Erst neun Monate später fand der Stürmer mit dem FC Cilicia einen neuen Verein. Dort schoss er in den ersten beiden Runden des Pokals sechs Treffer für den Amateurklub aus der Hauptstadt Jerewan. Anfang 2025 kehrte der Stürmer nach Deutschland zurück und schloss sich für ein halbes Jahr dem Kreisoberligisten TSG Wörsdorf an. Zur Saison 2025/26 nahm ihn dann der SC Meso-Nassau aus der Kreisliga A Wiesbaden unter Vertrag.

### Nationalmannschaft
Von 2014 bis 2021 stand er in 25 A-Länderspielen für Armenien auf dem Platz und schoss dabei sechs Tore.

## Sonstiges
Karapetjan stammt aus einer armenischen Familie aus Tiflis, mit elf Jahren kam er nach Deutschland.

## Erfolge
- Luxemburgischer Meister: 2014
- Bremenpokalsieger: 2010